# Етнарх
Етнарх (грч. ἐθνάρχης) генерално се односи на политичко вођство над заједничком етничком групом или хомогеним краљевством. Ријеч је изведена из грчких ријечи етнос (грч.  — „племе/народ”) и архон (грч.  — „вођа/владар”). Стронгова конкордација даје дефиницију израза ’етнарх’ као „управника (не краља) покрајине”.

## Антика
Титула се први пут јавља на хеленистичком Блиском истоку, вјероватно у Јудеји. У првој књизи макавејској израз се помиње три пута (14:47 и 15:1—2), гдје се Симон Таси помиње као првосвештеник и етнарх Јудејаца.
Израз је коришћен у регији чак и након пада под римску власт и раног Римског царства и односио се на владаре вазалних краљевстава који се нису уздигли до нивоа краљева. Римљани су користили изразе natio и gens за народ као генетски и културни ентитет, без обзира на политичку државност.
Најпознатији је вјероватно Ирод Архелај, син Ирода Великог, који је био етнарх Самарије, Јудеје и Едома, од смрти оца 4. године прије н. е. до 6. године н. е. Ова регија позната је као Иродска тетрархија. Његов брат Ирод Филип II добио је сјевероисток краљевства и титулу тетрарха („владар четвртине”); а Галилеју је добио Ирод Антипа који је носио исту титулу. Због тога је Архелајa титула изdвојила као старијег владара, вишег ранга од тетрарха и поглавара јеврејског народа; ова три ентитета су се у извјесном смислу ујединила под Иродом Агрипом од 41. до 44. године.
Претходно је Хиркан II, један од каснијих хасмонејских владара Јудеје, такође носио титулу етнарха, као и првосвештеника.
У Новом завјету израз се користи једном апостол Павле у својој Другој посланици Коринћанима (11:32). Међутим, дефиниција ријечи у смислу стварне надлежности и јавне функције етнарха можда није тачно утврђена.

## Византија
Византинци су израз користили генерички за владаре варварских племена или краљевстава изван граница царства. У хришћанском контексту, гдје је етникос значило „паган”, неки Црквени оци користили су израз етнарх за божанства паганских народа. У 10. вијеку израз је стекао више техничког смисла, када је неколико високих заповједника добило ту титулу. Иако о специфичној природи титуле није посвједочено, општеприхваћено је да је у 10—11. вијеку означавао контингенте страних плаћеника који су служили у византијској војсци.

## Османско царство
Прилично различит био је случај етнарха мањинских заједница, нарочито унутар исламског Османског царства, који су били признати као легитимни ентитети (милети) и тако им је било омогуће да имају свог представника при властима, али без политичких личности.
Када је османски султан Мехмед II одлучио да таквом дијалогу да формалнији природу, за поглавара православних хришћана избран је грчки православни васељенски патријарх. Нехалкедонски хришћани (Јермени, Сиријци и Копти) били су представљени преко јерменског патријарха Константинопоља. За далеко мању, али утицајну јеврејску дијаспору, сличан положај добио је хахам-баши тј. главни рабин.

## Савремена Грчка и Кипар
У савременој грчког употреби израз има конотацију „отац нације” и широко се користи као епитет који се примјењује на неке од најутицајнијих политичких вођа модерног хеленизма: Елефтериос Венизелос и Костас Караманлис. У контексту савременог Кипра, тај израз се готово увијек односи на првог предсједника државе, архиепископа Макарариоса II.